# Partula emersoni
Partula emersoni е вид коремоного от семейство Partulidae. Видът е критично застрашен от изчезване.

## Разпространение
Разпространен е в Микронезия.